# Лукман
Лукма́н (араб. لقمان‎) — ісламський праведник з часів до появи Корану, давній мудрець. Його іменем названо 31-шу суру Корану, що складається з 34 аятів. Згідно з Кораном, Лукман був мудрецем, що осягнув буття єдиного Бога.